# The Challenge: Batalla de las Líneas de Sangre
The Challenge: Batalla de las Líneas de Sangre (promovido ocasionalmente como The Challenge: Líneas de Sangre) es la vigésima séptima temporada del reality de competencia de MTV, The Challenge. La filmación se llevó a cabo en Bodrum, Turquía y Berlín, Alemania durante junio y julio de 2015, con exparticipantes del elenco de The Real World, Road Rules, The Challenge, y Are You the One? compitiendo tanto con sus familiares como contra ellos (en un concepto similar a Survivor: Blood vs. Water). Esta temporada marca la primera aparición de un exparticipante de Road Rules desde la temporada 22.
Un episodio especial de lanzamiento, "Conoce a la sangre nueva", se estrenó el 9 de noviembre de 2015 en la aplicación y el sitio web de MTV. Posteriormente se emitió el 18 de noviembre de 2015 a 538.000 espectadores por primera vez. TLa temporada se estrenó con un episodio especial de 90 minutos el 2 de diciembre de 2015 en la red y la aplicación, y concluyó el 17 de febrero de 2016, con la Reunión y "Los S... Ellos Debería haber mostrado especiales".

## Elenco
Anfitrión: T. J. Lavin, BMX rider
| Alumno                      | Programa original                 | Línea de Sangre     | Edad | Relación     | Resultado      |
| --------------------------- | --------------------------------- | ------------------- | ---- | ------------ | -------------- |
| Cara Maria Sorbello         | The Challenge: Carne Fresca II    | Jamie Banks         | 28   | Primos       | Ganadores      |
| Cory Wharton                | Real World: Ex-Plosion            | Mitch Reid          | 24   | Primos       | Segundo puesto |
| Jenna Compono               | Real World: Ex-Plosion            | Brianna Julig       | 22   | Primas       | Tercer puesto  |
| Aneesa Ferreira             | The Real World: Chicago           | Rianna Polin        | 24   | Primas       | Episodio 11    |
| Johnny "Bananas" Devenanzio | The Real World: Key West          | Vince Gliatta       | 31   | Primos       | Episodio 10    |
| Abram Boise                 | Road Rules: South Pacific         | Mihael "Mike" Boise | 29   | Hermanos     | Episodio 9     |
| KellyAnne Judd              | The Real World: Sydney            | Anthony Cuomo       | 24   | Primos       | Episodio 8     |
| Thomas Buell                | Real World: Ex-Plosion            | Stephen Buell       | 23   | Gemelos      | Episodio 7     |
| Nany González               | The Real World: Las Vegas (2011)  | Nicole Ramos        | 23   | Primas       | Episodio 6     |
| Dario Medrano               | Are You the One? 2                | Raphy Medrano       | 22   | Gemelos      | Episodio 5     |
| Tony Raines                 | Real World: Esqueletos            | Shane Raines        | 24   | Hermanos     | Episodio 4     |
| Camila Nakagawa             | Vacaciones de Primavera Challenge | Larissa Nakagawa    | 21   | Hermanas     | Episodio 3/4   |
| Leroy Garret                | The Real World: Las Vegas (2011)  | Candice Fowler      | 23   | Primos       | Episodio 3/4   |
| Cohutta Grindstaff          | The Real World: Sydney            | Jill Tuttle         | 26   | Primos       | Episodio 2     |
| Christina LeBlanc           | Are You the One? 2                | Emily Reese         | 22   | Hermanastras | Episodio 1     |

Notas: Chris "CT" Tamburello (The Real World: Paris) y Faith Brown, hermana de la fallecida Diem Brown, hicieron una aparición especial en el episodio 8, más tarde Tamburello y Zach Nichols (The Real World: San Diego 2011) aparecieron al final del episodio 9.

### Equipos
| Alumno                      | Línea de Sangre  | Género             | Equipo              | Resultado    |
| --------------------------- | ---------------- | ------------------ | ------------------- | ------------ |
| Cara Maria Sorbello         | Jamie Banks      | Masculino/Femenino | Cara Maria & Jamie  | Winners      |
| Cory Wharton                | Mitch Reid       | Masculino          | Cory & Mitch        | Runners-Up   |
| Jenna Compono               | Brianna Julig    | Femenino           | Jenna & Brianna     | Third Place  |
| Aneesa Ferreira             | Rianna Polin     | Femenino           | Aneesa & Rianna     | Episodio 11  |
| Johnny "Bananas" Devenanzio | Vince Gliatta    | Masculino          | Bananas & Vince     | Episodio 10  |
| Abram Boise                 | Mike Boise       | Masculino          | Abram & Mike        | Episodio 9   |
| KellyAnne Judd              | Anthony Cuomo    | Masculino/Femenino | KellyAnne & Anthony | Episodio 8   |
| Thomas Buell                | Stephen Buell    | Masculino          | Thomas & Stephen    | Episodio 7   |
| Nany Gonzalez               | Nicole Ramos     | Femenino           | Nany & Nicole       | Episodio 6   |
| Dario Medrano               | Raphy Medrano    | Masculino          | Dario & Raphy       | Episodio 5   |
| Tony Raines                 | Shane Raines     | Masculino          | Tony & Shane        | Episodio 4   |
| Camila Nakagawa             | Larissa Nakagawa | Femenino           | Camila & Larissa    | Episodio 3/4 |
| Leroy Garrett               | Candice Fowler   | Masculino/Femenino | Leroy & Candice     | Episodio 3/4 |
| Cohutta Grindstuff          | Jill Tuttle      | Masculino/Femenino | Cohutta & Jill      | Episodio 2   |
| Christina LeBlanc           | Emily Reese      | Femenino           | Christina & Emily   | Episodio 1   |

### Selección de equipos
Los ganadores del segundo desafío se convirtieron en capitanes de equipo que dividirían los linajes en dos equipos separados. Cara Maria y Jamie eran los capitanes. Los retadores en celdas grises indican las líneas de sangre que recibió el equipo después de que el otro equipo eligió a un veterano.
| Ronda   | Equipo Rojo | Equipo Azul |
| Capitán | Cara Maria  | Jamie       |
| 1       | Bananas     | Vince       |
| 2       | Candice     | Leroy       |
| 3       | Tony        | Shane       |
| 4       | Brianna     | Jenna       |
| 5       | Cory        | Mitch       |
| 6       | Nicole      | Nany        |
| 7       | Camila      | Larissa     |
| 8       | Anthony     | KellyAnne   |
| 9       | Thomas      | Stephen     |
| 10      | Rianna      | Aneesa      |
| 11      | Dario       | Raphy       |

## Formato
Cada equipo participa en numerosos desafíos (a veces llamados "misiones"), que son seguidos por una ronda de eliminación, "El Pozo", que se alterna entre eliminaciones masculinas y femeninas. El equipo ganador de cada desafío obtiene inmunidad para ingresar a El Pozo, mientras que el que finaliza en último lugar se envía automáticamente a la eliminación según el género designado. El equipo ganador también se gana el derecho de elegir el equipo que tiene al menos un jugador del mismo género para competir en El Pozo contra los perdedores del desafío. Un jugador del género designado representará a su equipo en el Pozo. El jugador que gana la ronda de eliminación regresa junto con su compañero al juego y tiene la oportunidad de competir por una parte de un premio de $ 350,000, mientras que el jugador perdedor es eliminado del juego, junto con su línea de sangre. El anfitrión T. J. Lavin inicialmente no reveló ningún giro en el juego, sin embargo, a partir del episodio 3, se produjo un giro en el juego cuando los jugadores se vieron obligados a competir contra sus líneas de sangre. El equipo ganador estaría a salvo de entrar en El Pozo. El equipo perdedor tiene que enviar a un jugador del equipo perdedor, mientras que el equipo ganador envía a otro jugador del equipo perdedor. Si un jugador pierde en El Pozo, ese jugador no solo es eliminado, sino también su línea de sangre. Los equipos volvieron a formar parejas en el episodio 10 y siguieron el formato original.
En el desafío final, los tres equipos finales competirán por su parte de $350,000. El equipo ganador gana $125,000, el segundo lugar gana $75,000 y el tercer lugar gana $25,000.

## Desafíos

### Desafíos diarios
- Batalla de Agua: Se juega en eliminatorias masculinas y femeninas separadas, cada jugador corre de un lado a otro con un balde por una empinada pila de tierra, donde una manguera de agua cuelga arriba. Cada jugador intenta acumular tanta agua en su balde como sea posible, luego corre hacia el barril de su equipo designado y deposita el agua en su barril. Cada eliminatoria dura diez minutos, y para los equipos mixtos, cada jugador compite contra jugadores de su respectivo género. El equipo con la mayor cantidad de agua en su barril gana, mientras que el equipo (con al menos una jugadora) que tiene la menor cantidad de agua es enviado automáticamente a "El Pozo"."[9]
  - Ganadores: Cohutta & Jill
- Cena Familiar: Dentro de una caja de vidrio, los jugadores deben devorar y luego escupir una variedad de insectos a través de un tubo de plástico en una taza medidora, mientras que su línea de sangre tiene la cabeza en una caja de vidrio separada, con una serpiente arrastrándose hacia abajo. Un jugador de cada equipo saca una piedra roja o azul de una bolsa para determinar en qué vitrina estarán. El equipo con la mayor cantidad de insectos muertos dentro de su taza de medir gana, mientras que el equipo (con al menos uno jugador masculino) que tiene la cantidad más baja se envía automáticamente a "El Pozo".[12]
  - Ganadores: Cara Maria & Jamie
- Encuentrame a mitad de camino: Una plataforma, con un puente oscilante estrecho e inestable en el medio, está suspendida a 30 pies sobre el agua. Similar en estilo a "Salto volador" de El Duelo, los jugadores de cada equipo se colocan en cada extremo de la plataforma y tienen que transferir una bandera a la vez hacia adelante y hacia atrás saltando desde un extremo de la plataforma al puente giratorio. y hacia el extremo opuesto de la plataforma. El desafío se juega en dos eliminatorias diferentes, con el anfitrión TJ Lavin lanzando una moneda para determinar qué equipo compite primero. Un jugador queda descalificado si cae al agua, lo que reduce la cantidad de banderas que un equipo podrá transferir. El equipo que transfiera hasta 30 banderas en la menor cantidad de tiempo gana y tiene que seleccionar una mujer del equipo perdedor, junto con su línea de sangre, para competir en El Pozo contra una mujer (junto con su línea de sangre) votada por el equipo perdedor.

Nota: Antes del desafío, los jugadores se dividieron en dos equipos, con Cara Maria y Jamie como capitanes, seleccionando ex alumnos para su equipo. Por ejemplo, si un líder de equipo seleccionaba a un jugador ex alumno, su línea de sangre se enviaba automáticamente al equipo contrario.
- - Ganadores: Equipo Rojo
- Heredero del trono: El presentador TJ Lavin le hace a cada equipo una serie de preguntas de trivia, que incluyen ortografía, deportes, geografía, cultura pop e historia de Estados Unidos. El desafío se juega en múltiples rondas, y cada equipo divide a su equipo en parejas: un jugador está en la plataforma respondiendo las preguntas, mientras que el otro está colgado de un tubo inflable. Si un jugador se equivoca en dos preguntas, su compañero se tira al agua haciendo estallar el tubo. El último equipo colgado gana.[13]
  - Ganadores: Equipo Rojo
- Conexión familiar: Los equipos deben transferir hasta 20 pelotas de un lado de la playa a otro, a la canasta de su equipo. Cada jugador usa un casco con un panel cuadrado que se asemeja a una borla de graduación, y después de que se dispensa una pelota, los jugadores de cada uno deben transferir las bolas usando sus cabezas y no sus manos. Si una pelota golpea el suelo, está fuera de juego. Gana el equipo que transfiera la mayor cantidad de balones a su canasta dentro de un límite de 10 minutos.[14]
  - Ganadores: Equipo Rojo
- Déjame abajo: Los jugadores de cada equipo atraviesan una serie de cinco cuerdas que cuelgan de una plataforma en la parte superior de las Torres Folkart . Un jugador es descalificado si se cae de la cuerda o se niega a competir. El equipo que avance más jugadores de un extremo de la plataforma al otro gana.[15]
  - Ganadores: Equipo Rojo
- Demasiado pegajoso: Se coloca una gran red de carga sobre un estanque. Los jugadores de cada equipo tienen que correr por una escalera y de un extremo de la red a otro, luego avanzar por la parte inferior de la red al otro lado. Un jugador es descalificado si cae al agua antes de llegar a la meta. El equipo que lleva a la mayoría de los jugadores a la línea de meta o en la menor cantidad de tiempo gana.

Nota: Este desafío en particular fue elegido en honor a la fallecida Diem Brown porque se hizo conocida por quitarse la peluca antes de nadar por un pozo fangoso en "Lanzamiento de aros" (El Duelo) y ganar el desafío.
- - Ganadores: Equipo Rojo
- Bolsillos al aire: Los jugadores de cada equipo tienen que nadar 150 pies hacia abajo desde un yate hasta una boya que sostiene una bandera, donde hay seis jaulas con suministro de aire limitado para dos jugadores. Si un jugador llega a la jaula cerrada, donde puede recuperar el aliento, tendrá que esperar hasta que otro compañero se les una antes de avanzar a la siguiente "bolsa de aire". Un jugador es descalificado si sale del agua antes de llegar a la "bolsa de aire" final. Después de sumergirse en la sexta "bolsa de aire", donde se encuentra la bandera, los jugadores tienen que nadar de regreso al yate. Gana el equipo que complete el desafío en el menor tiempo posible o que tenga la mayor cantidad de jugadores para completar el desafío.[17]
  - Ganadores: Equipo Rojo
- Peso para mi: cada equipo sube una montaña en una carrera de resistencia, con puntos de control que recuerdan las misiones de la temporada. Los puntos de control incluyen gatear debajo de una red de carga, tirar de las cadenas en un círculo designado, usar una cuerda para avanzar en una viga de equilibrio y avanzar de un extremo a otro de un juego de barras. Los jugadores de cada equipo tienen que alternar entre llevar una bolsa pesada a cada punto de control (75 libras para los chicos y 40 libras para las chicas) y hacer que su compañero de equipo complete los puntos de control. El último punto de control en la cima de la montaña es un rompecabezas, en el que se requiere que cada socio participe. El primer equipo en completar cada punto de control y resolver su rompecabezas en el tiempo más rápido gana, mientras que el equipo del último lugar se envía automáticamente a El Pozo.[18]
  - Ganadores: Cory & Mitch
- Cruce de camiones: Cada equipo tiene que avanzar de un remolque de tractor a otro, con cinco autos en el medio, mientras se mueve a una velocidad de 40 mph en una pista. De estilo similar al desafío "Citas rápidas" de Batalla de los Exes II , cada jugador está sujeto a un arnés de seguridad que cuelga de una plataforma en un remolque en movimiento. Al final del primer remolque de tractor, los jugadores deben bajar por una red de carga antes de llegar al primero de los cinco autos. El equipo que avanza al segundo remolque en el tiempo más rápido gana y automáticamente perfora su boleto para el desafío final, mientras que el equipo en último lugar es enviado automáticamente a El Pozo.[19]
  - Ganadores: Cory & Mitch

### Juegos de El Pozo
- Fin de mi cuerda: Solo un jugador de cada equipo compite en esta eliminación y, desde la distancia, tiene que desenredar su cuerda sobre una serie de postes para crear holgura, lo que les permite sujetar un extremo de la cuerda a un mosquetón. El primer jugador en sujetar la cuerda a su mosquetón gana la ronda eliminatoria para su equipo.[9]
  - Jugado por: Jenna vs. Christina
- Enfrentándose: Similar a "Pelea de pasillo" de Batalla de las Temporadas (2012), los jugadores deben recuperar un balón de fútbol dentro de una serie de pasillos cuadrados y hacer avanzar el balón más allá de la línea de gol de su oponente. El primer jugador en hacer avanzar el balón más allá de la línea de gol de su oponente dos veces gana la ronda de eliminación para su equipo.[10]
  - Jugado por: Thomas vs. Cohutta
- Golpe de puerta: los jugadores deben empujar una puerta y a su oponente contra el marco de una puerta. Jugado al mejor de tres rondas, el jugador que gana dos rondas gana.[13]
  - Jugado por: Jenna vs. Larissa
- Mi manera o la carretera: Los jugadores se involucran en un tira y afloja con cadenas y tienen que empujar a su oponente hacia adelante hasta que una marca amarilla en la cadena coincida con una línea blanca en el medio del campo. El primer jugador que empuje a su oponente hacia adelante gana.[20]
  - Jugado por: Mitch vs. Raphy
- Toca mi Campana: Las jugadoras tienen que correr de un lado a otro y golpearse contra un colchón, que sonará una campana en el otro lado. El primer jugador en tocar la campana 50 veces gana.[14]
  - Jugado por: KellyAnne vs. Nany
- Rompe hogares: Los jugadores reciben dos habitaciones idénticas con muebles y un mazo. En cada habitación hay una pequeña ranura en la pared para pasar todos los muebles. El primer jugador que rompa todos sus muebles y accesorios en piezas pequeñas e inserte todo a través de la ranura gana.[15]
  - Jugado por: Mike vs. Stephen
- Hilado hacia afuera: Los jugadores giran hacia abajo desde un columpio desde la parte superior de una plataforma, luego tienen que realizar dos tareas mientras están mareados. La primera tarea es mantener el equilibrio sobre un pie sobre un poste de madera durante diez segundos, y la segunda tarea es colocar una serie de doce tocones de madera en una columna encima de un poste de madera. Cada tarea se realiza en dos rondas separadas, y el jugador que complete cada tarea en la menor cantidad de tiempo combinado gana.[16]
  - Jugado por: Jenna vs. KellyAnne
- Entregarlo: Los jugadores participan en un tira y afloja con tres postes de metal de gran tamaño que se colocan a ambos lados de una pared. Cada poste se coloca en tres alturas diferentes. Si un jugador no puede tirar de su poste del oponente en un partido al mejor de tres, el ganador se determina por qué jugador dura más contra su oponente.[17]
  - Jugado por: Jamie vs. CT & Mike vs. Zach[n. 4]
- A través de los grueso y lo delgado: Los equipos tienen que resolver un rompecabezas multicolor, con un jugador usando un mazo para romper una pared de bloques de hormigón, lo que permite a su compañero de equipo avanzar a través de la pared. Cada jugador participa en la ronda eliminatoria. El primer equipo en completar su rompecabezas gana.[18]
  - Jugado por: Cara Maria & Jamie vs. Bananas & Vince
- Es mio, no tuyo: El primer jugador en quitarle el palo de hierro a su oponente dos veces, gana.[19]
  - Jugado por: Cara Maria vs. Aneesa

### Desafío Final
El desafío final se divide en dos etapas diferentes.
La primera etapa, que contiene cuatro puestos de control, tiene lugar en cuatro pisos de una antigua instalación de la CIA en Berlín, Alemania. Antes de cada puesto de control, cada competidor debe correr una vuelta alrededor de la instalación, con una bolsa pesada atada a la espalda: 120 libras. para los chicos, 60 libras. para las chicas. El primer punto de control es "Barril Roll", en el que cada jugador debe hacer rodar seis barriles cuesta arriba, antes de recoger las fichas de su equipo. El segundo punto de control es "Flip Flop", en el que cada jugador debe catapultar jarras de cerveza en un barril, desde la distancia. Si un jugador pierde el barril con sus jarras de cerveza, debe beber un vaso de cerveza sin alcohol. Para el tercer punto de control, "Cabeza de bloque", los jugadores deben completar un rompecabezas usando bloques 3D de gran tamaño, con cada bloque colocado al ras contra el tablero del rompecabezas. El último punto de control de la Etapa 1 es "No se canse" en el que los jugadores deben usar dos neumáticos para formar un puente de un extremo de un campo a otro. Si un jugador hace contacto con el suelo, ambos compañeros deben reiniciar el punto de control.
La segunda etapa comienza con "Detalles del trabajo": cada jugador debe usar trajes de negocios y debe llevar los maletines necesarios para completar el desafío final. Se requiere que cada equipo coma una variedad de alimentos alemanes extraños y se le aplicará una penalización de cinco minutos por cada plato que no termine dentro de un límite de tiempo de una hora. En la siguiente etapa, "Train Delay", cada jugador debe sostener un maletín y permanecer en un lugar designado en un túnel del metro. Se aplica una penalización de tiempo si un maletín toca el suelo, y si el jugador que sostiene el maletín necesita dormir en un banco, debe intercambiar lugares con su compañero de equipo. Anfitrión TJ Lavinluego engañó a cada equipo de que no había tren, y un trabajador de tránsito le mencionó a Lavin y a cada jugador que estaban invadiendo, sin penalizaciones de tiempo. Más tarde, en "Row Hard", cada jugador tiene que remar 10 millas a través del río Spree, hasta llegar al  Olympiastadion, donde las estaciones de rompecabezas esperan a cada jugador en una "Entrada codificada". Cada jugador debe usar piezas de rompecabezas de sus maletines para resolver sus rompecabezas antes de ingresar al Olympiastadion, luego correr ocho vueltas adentro. El equipo en primer lugar gana $ 250,000, el segundo lugar gana $ 75,000 y el tercer lugar gana $ 25,000.
- Los ganadores de The Challenge: Batalla de las Líneas de Sangre: Cara Maria & Jamie
  - Segundo lugar: Cory & Mitch
  - Tercer lugar: Jenna & Brianna

## Resumen del juego

### Tabla de eliminación
| Episodio | Episodio                      | Género    | Ganadores | Ganadores          | Participantes de El Pozo                             | Participantes de El Pozo                             | Participantes de El Pozo                             | Participantes de El Pozo                             | Participantes de El Pozo                             | Participantes de El Pozo                             | Participantes de El Pozo                             | Participantes de El Pozo                             | Juego de El Pozo                                     | Resultados de El Pozo                                | Resultados de El Pozo                                | Resultados de El Pozo                                | Resultados de El Pozo                                | Resultados de El Pozo                                | Resultados de El Pozo                                |
| #        | Desafío                       | Género    | Ganadores | Ganadores          | Último Lugar                                         | Último Lugar                                         | Selección del ganador                                | Selección del ganador                                | Jugador de último lugar                              | Jugador de último lugar                              | Jugador seleccionado                                 | Jugador seleccionado                                 | Juego de El Pozo                                     | Ganador                                              | Ganador                                              | Perdedor                                             | Perdedor                                             | Equipo eliminado                                     | Equipo eliminado                                     |
| -------- | ----------------------------- | --------- | --------- | ------------------ | ---------------------------------------------------- | ---------------------------------------------------- | ---------------------------------------------------- | ---------------------------------------------------- | ---------------------------------------------------- | ---------------------------------------------------- | ---------------------------------------------------- | ---------------------------------------------------- | ---------------------------------------------------- | ---------------------------------------------------- | ---------------------------------------------------- | ---------------------------------------------------- | ---------------------------------------------------- | ---------------------------------------------------- | ---------------------------------------------------- |
| 1        | Batalla de Agua               | Femenino  |           | Cohutta & Jill     |                                                      | Jenna & Brianna                                      |                                                      | Christina & Emily                                    |                                                      | Jenna                                                |                                                      | Christina                                            | Fin de mi cuerda                                     |                                                      | Jenna                                                |                                                      | Christina                                            |                                                      | Christina & Emily                                    |
| 2        | Cena Familiar                 | Masculino |           | Cara Maria & Jamie |                                                      | Cohutta & Jill                                       |                                                      | Thomas & Stephen                                     |                                                      | Cohutta                                              |                                                      | Thomas                                               | Enfrentándose                                        |                                                      | Thomas                                               |                                                      | Cohutta                                              |                                                      | Cohutta & Jill                                       |
|          | Desafío                       | Género    | Ganadores | Ganadores          | N/A                                                  | N/A                                                  | N/A                                                  | N/A                                                  | Selección de los perdedores                          | Selección de los perdedores                          | Selección de los ganadores                           | Selección de los ganadores                           | Juego de El Pozo                                     | Ganador                                              | Ganador                                              | Perdedor                                             | Perdedor                                             | Eliminado                                            | Eliminado                                            |
| 3/4      | Encuéntrame a mitad de camino | Femenino  |           | Equipo Rojo        | N/A                                                  | N/A                                                  | N/A                                                  | N/A                                                  |                                                      | Larissa                                              |                                                      | Jenna                                                | Golpe de puerta                                      |                                                      | Jenna                                                |                                                      | Larissa                                              |                                                      | Camila & Larissa                                     |
| 4/5      | Heredero al trono             | Masculino |           | Equipo Rojo        | N/A                                                  | N/A                                                  | N/A                                                  | N/A                                                  |                                                      | Raphy                                                |                                                      | Mitch                                                | Mi manera o la carretera                             |                                                      | Mitch                                                |                                                      | Raphy                                                |                                                      | Dario & Raphy                                        |
| 6        | Conexión Familiar             | Femenino  |           | Equipo Rojo        | N/A                                                  | N/A                                                  | N/A                                                  | N/A                                                  |                                                      | KellyAnne                                            |                                                      | Nany                                                 | Toca mi Campana                                      |                                                      | KellyAnne                                            |                                                      | Nany                                                 |                                                      | Nany & Nicole                                        |
| 7        | Déjame abajo                  | Masculino |           | Equipo Rojo        | N/A                                                  | N/A                                                  | N/A                                                  | N/A                                                  |                                                      | Mike                                                 |                                                      | Stephen                                              | Rompe hogares                                        |                                                      | Mike                                                 |                                                      | Stephen                                              |                                                      | Thomas & Stephen                                     |
| 8        | Demadiado pegajosa            | Femenino  |           | Equipo Rojo        | N/A                                                  | N/A                                                  | N/A                                                  | N/A                                                  |                                                      | Jenna                                                |                                                      | KellyAnne                                            | Hilado hacia afuera                                  |                                                      | Jenna                                                |                                                      | KellyAnne                                            |                                                      | KellyAnne & Anthony                                  |
| 9        | Bolsillos de aire             | Masculino |           | Equipo Rojo        | N/A                                                  | N/A                                                  | N/A                                                  | N/A                                                  |                                                      | Mike                                                 |                                                      | Jamie                                                | Entrégalo                                            |                                                      | Jamie                                                |                                                      | Mike                                                 | Abram & Mike                                         | Abram & Mike                                         |
|          | Desafío                       | Género    | Ganadores | Ganadores          | Último lugar                                         | Último lugar                                         | Selección de los ganadores                           | Selección de los ganadores                           | Jugador de último lugar                              | Jugador de último lugar                              | Jugador seleccionado                                 | Jugador seleccionado                                 | Juego de El Pozo                                     | Ganador                                              | Ganador                                              | Perdedor                                             | Perdedor                                             | Equipo eliminado                                     | Equipo eliminado                                     |
| 10       | Peso para mi                  | N/A       |           | Cory & Mitch       |                                                      | Cara Maria & Jamie                                   |                                                      | Bananas & Vince                                      | N/A                                                  | N/A                                                  | N/A                                                  | N/A                                                  | A través de lo grueso y lo delgado                   |                                                      | Cara Maria & Jamie                                   |                                                      | Bananas & Vince                                      |                                                      | Bananas & Vince                                      |
| 11       | Cruce de camiones             | Femenino  |           | Cory & Mitch       |                                                      | Aneesa & Rianna                                      |                                                      | Cara Maria & Jamie                                   |                                                      | Aneesa                                               |                                                      | Cara Maria                                           | Es mio, no tuyo                                      |                                                      | Cara Maria                                           |                                                      | Aneesa                                               |                                                      | Aneesa & Rianna                                      |
| 12/13    | Desafío Final                 | N/A       |           | Cara Maria & Jamie | 2.º lugar: Cory & Mitch; 3.er lugar: Jenna & Brianna | 2.º lugar: Cory & Mitch; 3.er lugar: Jenna & Brianna | 2.º lugar: Cory & Mitch; 3.er lugar: Jenna & Brianna | 2.º lugar: Cory & Mitch; 3.er lugar: Jenna & Brianna | 2.º lugar: Cory & Mitch; 3.er lugar: Jenna & Brianna | 2.º lugar: Cory & Mitch; 3.er lugar: Jenna & Brianna | 2.º lugar: Cory & Mitch; 3.er lugar: Jenna & Brianna | 2.º lugar: Cory & Mitch; 3.er lugar: Jenna & Brianna | 2.º lugar: Cory & Mitch; 3.er lugar: Jenna & Brianna | 2.º lugar: Cory & Mitch; 3.er lugar: Jenna & Brianna | 2.º lugar: Cory & Mitch; 3.er lugar: Jenna & Brianna | 2.º lugar: Cory & Mitch; 3.er lugar: Jenna & Brianna | 2.º lugar: Cory & Mitch; 3.er lugar: Jenna & Brianna | 2.º lugar: Cory & Mitch; 3.er lugar: Jenna & Brianna | 2.º lugar: Cory & Mitch; 3.er lugar: Jenna & Brianna |

### Progreso del Juego
| Jugadores  | Episodios | Episodios | Episodios | Episodios | Episodios | Episodios | Episodios | Episodios | Episodios | Episodios | Episodios | Episodios | Episodios | Episodios | Episodios |
| Jugadores  | 1         | 1         | 2         | 3/4       | 3/4       | 4/5       | 6         | 7         | 8         | 9         | 10        | 10        | 11        | Final     |           |
| ---------- | --------- | --------- | --------- | --------- | --------- | --------- | --------- | --------- | --------- | --------- | --------- | --------- | --------- | --------- | --------- |
| Cara Maria |           | SEGURA    | GANA      |           | GANA      | GANA      | GANA      | GANA      | GANA      | GANA      |           | POZO      | POZO      | GANADORA  |           |
| Jamie      |           | SEGURO    | GANA      |           | SEGURO    | SEGURO    | SEGURO    | SEGURO    | SEGURO    | POZO      |           | POZO      | SEGURO    | GANADOR   |           |
| Cory       |           | SEGURO    | SEGURO    |           | GANA      | GANA      | GANA      | GANA      | GANA      | GANA      |           | GANA      | GANA      | SEGUNDO   |           |
| Mitch      |           | SEGURO    | SEGURO    |           | SEGURO    | POZO      | SEGURO    | SEGURO    | SEGURO    | SEGURO    |           | GANA      | GANA      | SEGUNDO   |           |
| Jenna      |           | POZO      | SEGURA    |           | POZO      | SEGURA    | SEGURA    | SEGURA    | POZO      | SEGURA    |           | SEGURA    | SEGURA    | TERCERA   |           |
| Brianna    |           | SEGURA    | SEGURA    |           | GANA      | GANA      | GANA      | GANA      | GANA      | GANA      |           | SEGURA    | SEGURA    | TERCERA   |           |
| Rianna     |           | SEGURA    | SEGURA    |           | GANA      | GANA      | GANA      | GANA      | GANA      | GANA      |           | SEGURA    | ELIM      |           |           |
| Aneesa     |           | SEGURA    | SEGURA    |           | SEGURA    | SEGURA    | SEGURA    | SEGURA    | SEGURA    | SEGURA    |           | SEGURA    | ELIM      |           |           |
| Bananas    |           | SEGURO    | SEGURO    |           | GANA      | GANA      | GANA      | GANA      | GANA      | GANA      |           | ELIM      |           |           |           |
| Vince      |           | SEGURO    | SEGURO    |           | SEGURO    | SEGURO    | SEGURO    | SEGURO    | SEGURO    | SEGURO    |           | ELIM      |           |           |           |
| Abram      | N/A       | N/A       | N/A       |           | N/A       | GANA      | GANA      | GANA      | GANA      | ELIM      |           |           |           |           |           |
| Mike       | N/A       | N/A       | N/A       |           | N/A       | SEGURO    | SEGURO    | POZO      | SEGURO    | ELIM      |           |           |           |           |           |
| Anthony    |           | SEGURO    | SEGURO    |           | GANA      | GANA      | GANA      | WIN       | ELIM      |           |           |           |           |           |           |
| KellyAnne  |           | SEGURA    | SEGURA    |           | SEGURA    | SEGURA    | POZO      | SEGURA    | ELIM      |           |           |           |           |           |           |
| Thomas     |           | SEGURO    | POZO      |           | GANA      | GANA      | GANA      | ELIM      |           |           |           |           |           |           |           |
| Stephen    |           | SEGURO    | SEGURO    |           | SEGURO    | SEGURO    | SEGURO    | ELIM      |           |           |           |           |           |           |           |
| Nicole     |           | SEGURA    | SEGURA    |           | GANA      | GANA      | ELIM      |           |           |           |           |           |           |           |           |
| Nany       |           | SEGURA    | SEGURA    |           | SEGURA    | SEGURA    | ELIM      |           |           |           |           |           |           |           |           |
| Dario      |           | SEGURO    | SEGURO    |           | GANA      | ELIM      |           |           |           |           |           |           |           |           |           |
| Raphy      |           | SEGURO    | SEGURO    |           | SEGURO    | ELIM      |           |           |           |           |           |           |           |           |           |
| Shane      |           | SEGURO    | SEGURO    |           | SEGURO    | ELIM      |           |           |           |           |           |           |           |           |           |
| Tony       |           | SEGURO    | SEGURO    |           | GANA      | ELIM      |           |           |           |           |           |           |           |           |           |
| Camila     |           | SEGURA    | SEGURA    |           | ELIM      |           |           |           |           |           |           |           |           |           |           |
| Larissa    |           | SEGURA    | SEGURA    |           | ELIM      |           |           |           |           |           |           |           |           |           |           |
| Leroy      |           | SEGURO    | SEGURO    |           | ELIM      |           |           |           |           |           |           |           |           |           |           |
| Candice    |           | SEGURA    | SEGURA    |           | ELIM      |           |           |           |           |           |           |           |           |           |           |
| Jill       |           | GANA      | ELIM      |           |           |           |           |           |           |           |           |           |           |           |           |
| Cohutta    |           | GANA      | ELIM      |           |           |           |           |           |           |           |           |           |           |           |           |
| Emily      |           | ELIM      |           |           |           |           |           |           |           |           |           |           |           |           |           |
| Christina  |           | ELIM      |           |           |           |           |           |           |           |           |           |           |           |           |           |

Leyenda
     El equipo del concursante ganó el desafío final.
     El equipo del concursante perdió el desafío final.
     El equipo del concursante ganó el desafío diario y estaba a salvo.
     El concursante estaba a salvo del pozo.
     El concursante fue colocado en el pozo y ganó.
     La línea de sangre del concursante se colocó en el pozo y ganó.
     El concursante estaba en el equipo ganador, sin embargo, su línea de sangre se colocó en el Pozo y ganó.
     El concursante fue colocado en el pozo y perdió.
     El concursante fue eliminado debido a que su linaje perdió en el Pozo.
     El concursante fue retirado de la competencia debido a una lesión.
     El concursante se vio obligado a abandonar la competencia debido a que su línea de sangre fue descalificada.

### Progreso de votación
| Último Lugar        | Último Lugar        | Último Lugar        | Jenna & Brianna            | Cohutta & Jill            | N/A                | N/A              | N/A                 | N/A               | N/A                 | N/A             | Cara Maria & Jamie       | Aneesa & Rianna             |
| Votado para el Pozo | Votado para el Pozo | Votado para el Pozo | Christina & Emily 1/1 voto | Thomas & Stephen 1/1 voto | Larissa 8/12 votos | Raphy 6/10 votos | KellyAnne 9/9 votos | Mike 8/8 votos    | Jenna 4/7 votos     | Mike 6/6 votos  | Bananas & Vince 1/1 voto | Cara Maria & Jamie 1/1 voto |
| Votado para el Pozo | Votado para el Pozo | Votado para el Pozo | Christina & Emily 1/1 voto | Thomas & Stephen 1/1 voto | Jenna 9/11 votos   | Mitch 6/10 votos | Nany 8/9 votos      | Stephen 6/8 votos | KellyAnne 5/7 votos | Jamie 6/6 votos | Bananas & Vince 1/1 voto | Cara Maria & Jamie 1/1 voto |
|                     |                     |                     |                            |                           |                    |                  |                     |                   |                     |                 |                          |                             |
| Jugadores           | Jugadores           | Jugadores           | Episodio                   | Episodio                  | Episodio           | Episodio         | Episodio            | Episodio          | Episodio            | Episodio        | Episodio                 | Episodio                    |
| Jugadores           | Jugadores           | Jugadores           | 1                          | 2                         | 3/4                | 4/5              | 6                   | 7                 | 8                   | 9               | 10                       | 11                          |
|                     |                     | Cara Maria          |                            | Thomas & Stephen          | Jenna              | Mitch            | Nany                | Stephen           | KellyAnne           | Jamie           |                          |                             |
|                     |                     | Jamie               |                            | Thomas & Stephen          | Larissa            | Raphy            | KellyAnne           | Mike              | KellyAnne           | Mike            |                          |                             |
|                     |                     | Cory                |                            |                           | Jenna              | Mike             | Nany                | Jamie             | Aneesa              | Jamie           | Bananas & Vince          | Cara Maria & Jamie          |
|                     |                     | Mitch               |                            |                           | Larissa            | Mike             | KellyAnne           | Mike              | Jenna               | Mike            | Bananas & Vince          | Cara Maria & Jamie          |
|                     |                     | Jenna               |                            |                           | Larissa            | Raphy            | KellyAnne           | Mike              | KellyAnne           | Mike            |                          |                             |
|                     |                     | Brianna             |                            |                           | KellyAnne          | Mitch            | Aneesa              | Stephen           | KellyAnne           | Jamie           |                          |                             |
|                     |                     | Aneesa              |                            |                           | KellyAnne          | Raphy            | KellyAnne           | Mike              | Jenna               | Mike            |                          |                             |
|                     |                     | Rianna              |                            |                           | Jenna              | Mike             | Nany                | Stephen           | KellyAnne           | Jamie           |                          |                             |
|                     |                     | Bananas             |                            |                           | Jenna              | Mitch            | Nany                | Stephen           | KellyAnne           | Jamie           |                          |                             |
|                     |                     | Vince               |                            |                           | Larissa            | Raphy            | KellyAnne           | Mike              | Jenna               | Mike            |                          |                             |
| Abram               | Abram               | Abram               |                            |                           |                    | Mitch            | Nany                | Stephen           | KellyAnne           | Jamie           |                          |                             |
| Mike                | Mike                | Mike                | Raphy                      | KellyAnne                 | Mike               | KellyAnne        | Mike                |                   |                     |                 |                          |                             |
|                     | KellyAnne           | KellyAnne           |                            |                           | Larissa            | Mike             | KellyAnne           | Mike              | Jenna               |                 |                          |                             |
|                     | Anthony             | Anthony             |                            |                           | Jenna              | Mitch            | Nany                | Stephen           | Aneesa              |                 |                          |                             |
|                     | Thomas              | Thomas              |                            |                           | Jenna              | Mike             | Nany                | Jamie             |                     |                 |                          |                             |
|                     | Stephen             | Stephen             |                            |                           | Larissa            | Mike             | KellyAnne           | Mike              |                     |                 |                          |                             |
|                     | Nany                | Nany                |                            |                           | Aneesa             | Raphy            | KellyAnne           |                   |                     |                 |                          |                             |
|                     | Nicole              | Nicole              |                            |                           | Aneesa             | Mitch            | Nany                |                   |                     |                 |                          |                             |
|                     | Dario               | Dario               |                            |                           | Jenna              | Mike             |                     |                   |                     |                 |                          |                             |
|                     | Raphy               | Raphy               |                            |                           | Larissa            | Mike             |                     |                   |                     |                 |                          |                             |
|                     | Tony                | Tony                |                            |                           | N/A                |                  |                     |                   |                     |                 |                          |                             |
|                     | Shane               | Shane               |                            |                           | Jenna              |                  |                     |                   |                     |                 |                          |                             |
|                     | Camila              | Camila              |                            |                           | Jenna              |                  |                     |                   |                     |                 |                          |                             |
|                     | Larissa             | Larissa             |                            |                           | Jenna              |                  |                     |                   |                     |                 |                          |                             |
|                     | Leroy               | Leroy               |                            |                           | Larissa            |                  |                     |                   |                     |                 |                          |                             |
|                     | Candice             | Candice             |                            |                           | Jenna              |                  |                     |                   |                     |                 |                          |                             |
| Cohutta             | Cohutta             | Cohutta             | Christina & Emily          |                           |                    |                  |                     |                   |                     |                 |                          |                             |
| Jill                |                     |                     | Christina & Emily          |                           |                    |                  |                     |                   |                     |                 |                          |                             |
| Christina           |                     |                     |                            |                           |                    |                  |                     |                   |                     |                 |                          |                             |
| Emily               |                     |                     |                            |                           |                    |                  |                     |                   |                     |                 |                          |                             |

## Episodios
| N.º (total) | N.º (temp.) | Título                                 | Estreno Original        | Audiencia en Estados Unidos (en millones) |
| ----------- | ----------- | -------------------------------------- | ----------------------- | ----------------------------------------- |
| 330         | 1           | «Habrá sangre»                         | 2 de diciembre de 2015  | 0.55                                      |
| 331         | 2           | «Mala sangre»                          | 9 de diciembre de 2015  | 0.56                                      |
| 332         | 3           | «Camilanator: Día del Juicio»          | 15 de diciembre de 2015 | 0.68                                      |
| 333         | 4           | «Corneesa»                             | 23 de diciembre de 2015 | 0.69                                      |
| 334         | 5           | «Una casa dividida»                    | 30 de diciembre de 2015 | 0.84                                      |
| 335         | 6           | «Secretito sucio»                      | 30 de diciembre de 2015 | 0.79                                      |
| 336         | 7           | «Hermanos de sangre»                   | 6 de enero de 2016      | 0.76                                      |
| 337         | 8           | «La sangre es más espesa que el barro» | 13 de enero de 2016     | 0.88                                      |
| 338         | 9           | «Sangre vs. Amor»                      | 20 de enero de 2016     | 0.93                                      |
| 339         | 10          | «Fuera de la sangre»                   | 27 de enero de 2016     | 0.72                                      |
| 340         | 11          | «Derribar este muro»                   | 3 de febrero de 2016    | 0.79                                      |
| 341         | 12          | «Sangre verdadera»                     | 17 de febrero de 2016   | 0.73                                      |
| 342         | 13          | «Asuntos familiares»                   | 17 de febrero de 2016   | 0.88                                      |

### La Reunión
El especial de Reunión se emitió el 17 de febrero de 2016, después del final de temporada y fue presentado por Nessa. Los miembros del elenco que asistieron a la reunión fueron Cara Maria, Jamie, Jenna, Brianna, Bananas, Vince, Cory, Mitch, Aneesa, Rianna, Nany, Nicole, Abram y KellyAnne.

## Después de filmar
Nicole Ramos fue miembro principal del reparto en la segunda temporada de Ex on the Beach. Se estrenó el 20 de diciembre de 2018.

### Desafíos siguientes
| Línea de Sangre  | Desafíos                               | Desafíos ganados                | Dinero ganado |
| ---------------- | -------------------------------------- | ------------------------------- | ------------- |
| Anthony Cuomo    | –                                      | Ninguno                         | $0            |
| Brianna Julig    | –                                      | Ninguno                         | $12,500       |
| Candice Fowler   | –                                      | Ninguno                         | $0            |
| Emily Reese      | –                                      | Ninguno                         | $0            |
| Jamie Banks      | Rivales III                            | Batalla de las Líneas de Sangre | $125,000      |
| Jill Tuttle      | –                                      | Ninguno                         | $0            |
| Larissa Nakagawa | –                                      | Ninguno                         | $0            |
| Mike Boise       | –                                      | Ninguno                         | $0            |
| Mitch Reid       | –                                      | Ninguno                         | $37,500       |
| Nicole Ramos     | Rivales III, XXX: Sucios 30, Vendettas | Ninguno                         | $0            |
| Raphy Medrano    | –                                      | Ninguno                         | $0            |
| Rianna Polin     | –                                      | Ninguno                         | $0            |
| Shane Raines     | XXX: Sucios 30                         | Ninguno                         | $0            |
| Stephen Buell    | –                                      | Ninguno                         | $0            |
| Vince Gliatta    | Rivales III                            | Ninguno                         | $25,000       |

Desafío en Negrita indica que el concursante fue finalista en esa temporada.